# Берлье, Мариюс
Марию́с Максиме́н Франсуа́ Жозе́ф Берлие́ (фр. Marius Maximin François Joseph Berliet; 21 января 1866, Лион — 17 апреля 1949, Канны) — французский автомеханик, изобретатель и предприниматель, основатель товарного знака Berliet.

## Биография
Мариюс Берлие происходит из семьи ткача-фабриканта из лионского квартала Круа-Русс. Потеряв родителей в 12-летнем возрасте, Мариюсу, приходится продолжать обучение в вечерней школе. Именно там он раскрывает в себе страсть к технике.
В 1894 году Берлие в семейной мастерской размером в 90 м² создаёт свой первый двигатель и в 1895 году устанавливает его на автомобиль собственного производства, прозванный тапочком. Вскоре, всего с двумя сотрудниками он основывает собственную мастерскую по производству автомобилей.

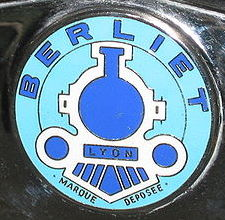
На первых эмблемах Берлие изображён паровоз.

В 1898 году Берлие разрабатывает новый тип автомобильного двигателя. Автомобили с такими даигателями становятся популярными в лионском регионе. Однако, для начала серийного производства требуется стартовый капитал, которого у Берлие нет. К счастью, в 1905 году ему удаётся продать американской компании American Locomotive Company патент на производство одного из своих спортивных автомобилей за 500 000 золотых франков. Благодаря этому договору, в течение долгих лет логотип фирмы Berliet будет представлять собой изображение паровоза. На полученные от американцев деньги, Берлие расширяет завод в лионском квартале Монплезир.
В 1906 году компания Берлие приступает к производству грузовых автомобилей, которые и сделают её знаменитой. Вскоре на грузовики обращает внимание французская армия, а гараж Президента Республики приобретает в 1910 году один из легковых автомобилей. В том же году Мариюс Берлие становится кавалером Ордена почётного легиона.
.
Во время Первой мировой войны Мариюс Берлие получает очень значительные военные заказы — в частности, на несколько десятков тысяч грузовиков Berliet CBA. В 1915 году, чтобы удовлетворить растущие заказы, Берлие создаёт новые заводы в лионских пригородах Венисьё и Сен-Прист. Этот большой заводской комплекс будет развиваться вплоть до 1939 года.

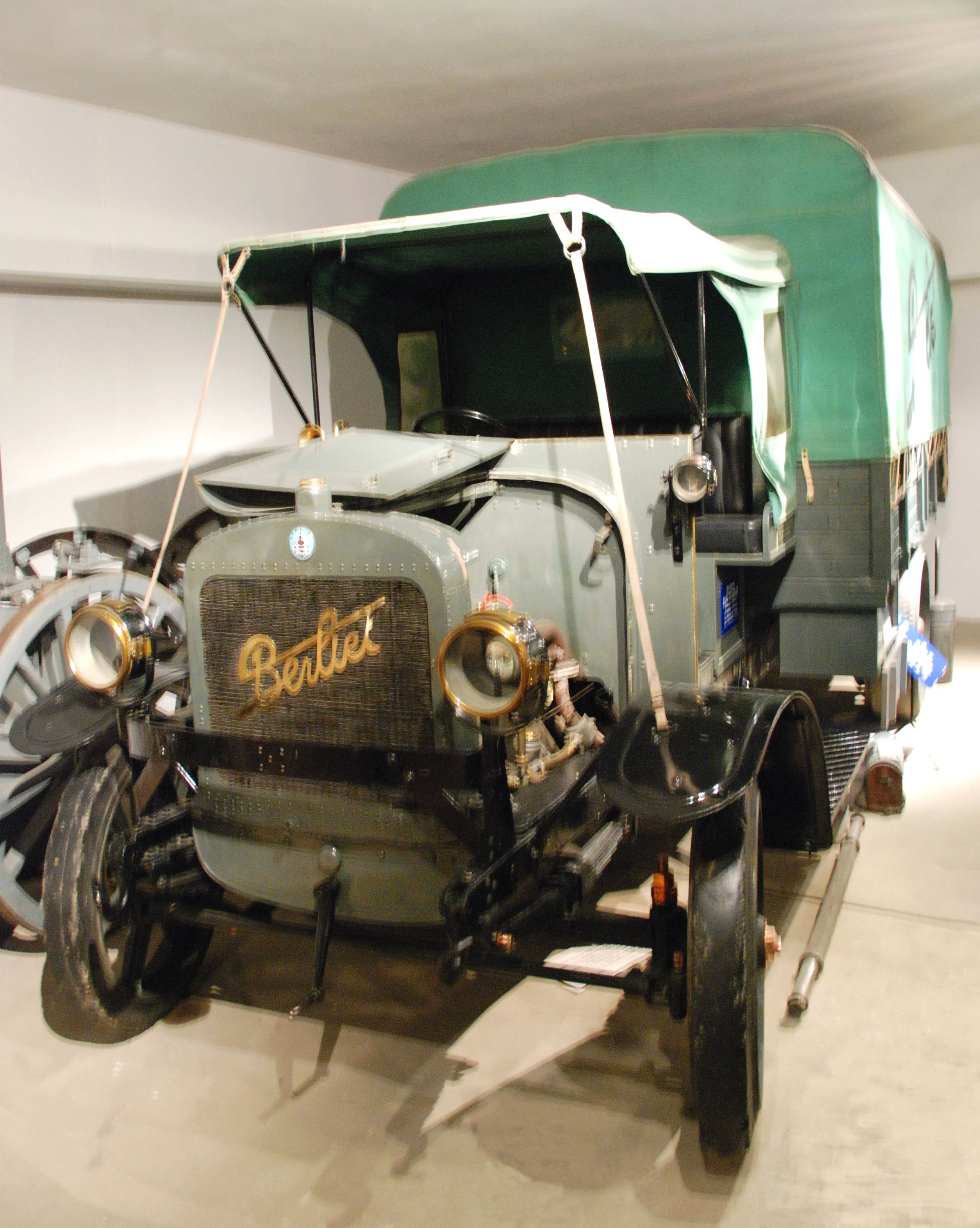
Berliet CBA 1914 года

В начале 1920- х годов на заводах Берлие работают уже около 5000 человек. На своих заводах Мариюс Берлие проводит политику патернализма:
- С одной стороны, рабочие получают несколько более высокую зарплату, чем на заводах-конкурентах. Семья Берлие проводит многочисленные социальные мероприятия: строит для семей своих рабочих жилые дома, школы, ферму, стадион[8].
- С другой стороны, Мариюс Берлие требует на предприятиях железной дисциплины: хочет самолично контролировать все нюансы производственного процесса, вводит в штат большое количество надсмотрщиков, задачей которых является сигнализировать обо всех нарушениях.

В 1936—1938 годах заводы Берлие лихорадит, многочисленные забастовки то и дело прерывают рабочий процесс. Так, в забастовке 1936 года принимали участие 4500 из 5000 рабочих Берлие.
С началом Второй мировой войны, Берлие полностью прекращает производство легковых автомобилей и концентрируется на производстве грузовиков. После капитуляции Франции и разделом страны, Лион и заводы Берлие оказываются в так называемой «Свободной зоне», но несмотря на это, Берлие поставляет свои грузовики в том числе и для нужд нацистской Германии. После оккупации «Свободной зоны» немецкими войсками, Мариюс Берлие оказывается одним из последних автомобилестроителей, сотрудничающих с G.B.K. (Generalbevollmächtigte für des Kraftfahrwesen) — организации, контролирующей всё автомобилестроение Германии и оккупированной нацистами части Европы.. Однако, из-за нехватки сырья, заводы Берлие производят лишь около 30 бензиновых грузовиков модели GDRA 28W.
В марте 1944 года семейный совет Берлие отказывает эмиссарам Движения Сопротивления в саботаже работы заводов. В мае того же года заводы подвергаются массированной бомбардировке союзной авиации.
После освобождения Франции, Мариюс Берлие, которому на тот момент уже исполнилось 78 лет, арестован. Он обвиняется в сотрудничестве с врагом и антинациональной деятельности. В частности, Берлие обвиняется в производстве грузовиков для немецкой армии и в игнорировании сотрудничества с Движением Сопротивления (отказ от внутризаводского саботажа). Прибыль компании Берлие за время оккупации (с 1940 по 1944 год) оценивают в 502 миллиона франков, из них 174 миллиона были получены от торговли с врагом. Кроме того, его обвиняют в непредумышленной выдаче одного из своих рабочих Гестапо. На заводы были назначены внешние управляющие.
В июне 1946 года оглашается приговор: 2 года тюрьмы. В отношение сыновей Мариюса Жана и Поля Берлие приговор ещё более суров — 5 лет исправительных работ. Кроме того, семья приговаривается к конфискации имущества в размере 200 миллионов франков. Приговор также запрещает всем троим проживать на территории департаментов Рона, Сена и Уаза и Сена и Марна. Также была конфискована принадлежащая семье вилла в стиле Ар-Нуво, построенная между 1913 и 1916 годами на авеню Эскирол в Лионе.
Мариюс Берлие умер в Ницце 17 апреля 1949 года.

## Интересные факты
- 7 ноября 1949 года Государственный совет Франции признаёт незаконной конфискацию заводов и возвращает их семье.[21] С 1977 года эти заводы называются Renault Trucks.
- На родине Берлие — городе Лионе, есть улица Мариюса Берлие.